# W.E.T
W.E.T (eller WET) är ett rockband/hårdrocksband från Linköping och som bildades 1 juli 1987. De spelar en traditionell hårdrock där band som AC/DC, (tidiga) Van Halen och Montrose återfinns bland influenserna. På den första singeln, "You Treated Me Bad/Show Me the Way" 1987, är det Morgan "Mogge" Svensson som sjunger och spelar gitarr och Lollo Öberg spelar bas. Inför nästa singel, "Sex on the Line/Beat the meat" 1989, hade Svensson lämnat bandet, Öberg tog över gitarr och sång och Jerry Prütz rekryterades som basist. En video gjordes till "Sex on the Line". W.E.T har gjort flera videor till olika låtar. På debutplattan "Rock n Roll Meltdown" rönte videon till "Under the blue" ganska stor uppmärksamhet i SVT då den visades i musikprogrammet "Bagen" som leddes av Cia Berg. I videon medverkade den lokala kulturprofilen Sven Lyra. Låten "Way to go" från "Walkings Straight" uppmärksammades också men då på grund av att det visades starka bilder från miljöförstöring, sälslakt och andra kontroversiella ämnen. Videon var ett samarbete med Greenpeace.
W.E.T har spelat flitigt mest i Sverige men har även gjort utflykter till de skandinaviska länderna. Bandet har spelat tillsammans med band som Trouble, Black Sabbath, Rammstein, Nine, Dimmu Borgir och uppträtt på festivalerna Sweden Rock och Metaltown.
På klubbspelningar brukar de blanda sina egna låtar med covers på ZZ Top, Aerosmith, Pink Floyd och Sator-låtar. Bandet har gett ut tre fullängdsplattor, några singlar och medverkat på några samlingsplattor. Under 2009 - 2010 planerar bandet att ge ut en ny platta samt en live-CD för att fira sitt 20-årsjubileum.
2009 dök även ett annat band upp med namnet W.E.T. (Work of Art. Eclipse. Talisman), med musiker från banden som bildar det nya bandnamnet, däribland Jeff Scott Soto från Talisman, och det ska ej förväxlas med detta band.

## Medlemmar
Nuvarande medlemmar
- Lollo Öberg – sång, gitarr
- Sonny "Svisse" Dahl – gitarr, sång
- Jerry Prütz – basgitarr
- Per Kohlus – trummor

Tidigare medlemmar
- Morgan "Mogge" Svensson – sång, gitarr
- Jörgen Broman – trummor
- Jerker Edman – kompgitarr, sång (ex-Mindless Sinner)

## Diskografi
Studioalbum
- Rock N Roll Meltdown (1991)
- Weird Electric Tension (1995)
- Walking Straight (1998)
- Rise Up (2013)

Singlar
- "You Treated Me Bad" / "Show Me the Way" (1987)
- "Sex on the Line" / "Beat the Meat" (1989)
- "Under the Blue" / "Thin Ice" / "Massisve Attack" (1991) (CD-singel från första plattan med två låtar som inte finns på debutplattan)

Samlingsalbum
- 15 Years with Constant Eartrouble (2002)

Videor
- "Under the Blue" (1991)
- "Bloodshot Eyes / Not Coming Back" (1992)
- "I Hate You" (1995)
- "Way to Go" (1998)